# Washington Redskins 2006
La stagione 2006 dei Washington Redskins è stata la 75ª della franchigia nella National Football League e la 69ª a Washington. Dopo la qualificazione ai playoff dell'anno precedente la squadra scese a un record di 5-11, classificandosi ultima nella division. 

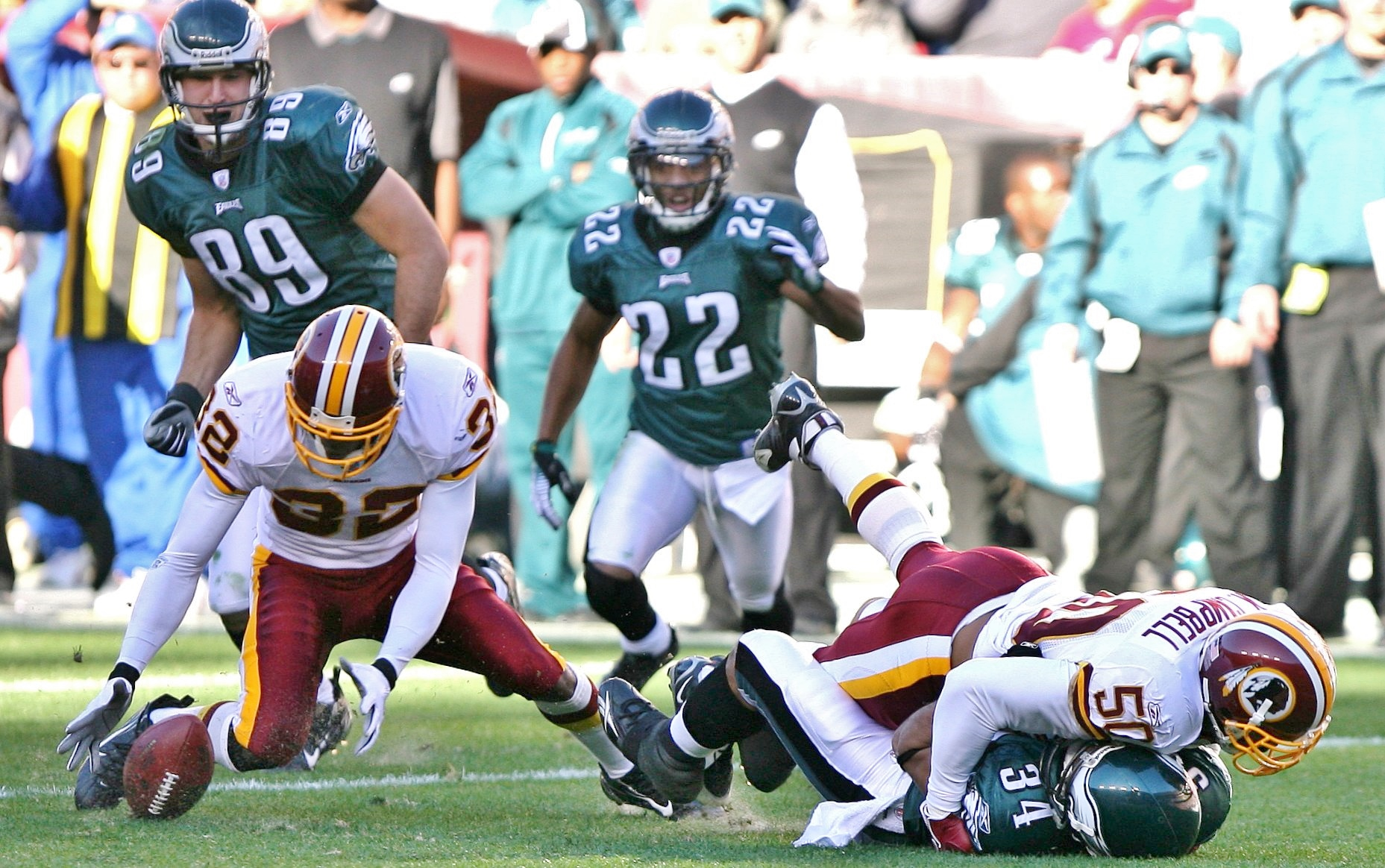
La partita contro gli Eagles del 10 dicembre

## Roster
| Roster dei Washington Redskins nel 2006 |
| --- |
| Quarterback - 8 Mark Brunell - 17 Jason Campbell - 15 Todd Collins Running Back - 46 Ladell Betts - 30 Nehemiah Broughton - 31 Rock Cartwright - 26 Clinton Portis - 45 Mike Sellers FB Wide Receiver - 85 Brandon Lloyd - 89 Santana Moss - 82 Antwaan Randle El - 80 David Patten - 83 James Thrash Tight End - 47 Chris Cooley - 87 Todd Yoder - 88 Christian Fauria Offensive Linemen - 66 Derrick Dockery G - 76 Jon Jansen T - 69 Jim Molinaro T - 61 Casey Rabach C - 60 Chris Samuels T - 77 Randy Thomas G - 74 Todd Wade T - 62 Mike Pucillo T Defensive Linemen - 73 Ryan Boschetti DT - 99 Andre Carter DE - 93 Phillip Daniels DE - 92 Demetric Evans DE - 64 Kedric Golston DT - 96 Cornelius Griffin DT - 94 Anthony Montgomery DT - 97 Renaldo Wynn DE - 95 Joe Salave'a DT Linebacker - 50 Khary Campbell OLB - 57 Warrick Holdman ILB - 98 Lemar Marshall ILB - 52 Rocky McIntosh OLB - 53 Marcus Washington OLB Defensive Back - 40 Adam Archuleta SS - 23 Reed Doughty SS - 32 Ade Jimoh CB - 20 Pierson Prioleau S - 29 Mike Rumph CB - 24 Shawn Springs CB - 21 Sean Taylor FS - 23 Troy Vincent S - 25 Kenny Wright CB Special Team - 67 Ethan Albright LS - 4 Derrick Frost P - 10 John Hall K |
| Legenda - I rookie sono in corsivo. - Il primo ruolo è il principale mentre gli eventuali successivi indicano i ruoli secondari. - (IR) sta per Injured Reserve ed indica la lista ristretta per un solo giocatore infortunato che può tornare ad allenarsi dopo la settimana 6 e a rientrare in prima squadra dopo che questa ha giocato 8 partite. - (NF-Inj.) / (NF-Ill.) stanno rispettivamente per Non-Football Injured e Non-Football Illness ed indicano le liste dove viene inserito un giocatore che ha un infortunio o una malattia non dipendente dal football americano. - (PUP) sta per Physically Unable to Perform ed indica la lista dove viene inserito un giocatore mentre è in attesa di recuperare la condizione fisica. Nella stagione regolare dopo la sesta partita giocata dalla propria squadra, il giocatore ha tempo tre settimane per riprendere ad allenarsi, più tre settimane aggiuntive dal suo rientro agli allenamenti per rientrare in prima squadra. |

## Calendario
| Stagione regolare |                    |                         |                    |                    |                         |                    |                    |
| Turno             | Data               | Avversario              | Risultato          | Record             | Stadio                  | Pubblico           | Sintesi            |
| 1                 | 11 settembre 2006  | Minnesota Vikings       | S 16–19            | 0–1                | FedExField              | 90,608             | Recap              |
| 2                 | 17 settembre 2006  | at Dallas Cowboys       | S 10–27            | 0–2                | Texas Stadium           | 63,152             |                    |
| 3                 | 24 settembre 2006  | at Houston Texans       | V 31–15            | 1–2                | Reliant Stadium         | 70,069             |                    |
| 4                 | 1 ottobre 2006     | Jacksonville Jaguars    | V 36–30 (dts)      | 2–2                | FedExField              | 89,450             |                    |
| 5                 | 8 ottobre 2006     | at New York Giants      | S 3–19             | 2–3                | Giants Stadium          | 78,653             |                    |
| 6                 | 15 ottobre 2006    | Tennessee Titans        | S 22–25            | 2–4                | FedExField              | 88,550             |                    |
| 7                 | 22 ottobre 2006    | at Indianapolis Colts   | S 22–36            | 2–5                | RCA Dome                | 57,274             |                    |
| 8                 | Settimana di pausa | Settimana di pausa      | Settimana di pausa | Settimana di pausa | Settimana di pausa      | Settimana di pausa | Settimana di pausa |
| 9                 | 5 novembre 2006    | Dallas Cowboys          | V 22–19            | 3–5                | Fedex Field             | 90,250             |                    |
| 10                | 12 novembre 2006   | at Philadelphia Eagles  | S 3–27             | 3–6                | Lincoln Financial Field | 69,143             |                    |
| 11                | 19 novembre 2006   | at Tampa Bay Buccaneers | S 17–20            | 3–7                | Raymond James Stadium   | 65,699             |                    |
| 12                | 26 novembre 2006   | Carolina Panthers       | V 17–13            | 4–7                | FedExField              | 85,450             |                    |
| 13                | 3 dicembre 2006    | Atlanta Falcons         | S 14–24            | 4–8                | FedExField              | 86,436             |                    |
| 14                | 10 dicembre 2006   | Philadelphia Eagles     | S 19–21            | 4–9                | FedExField              | 84,164             |                    |
| 15                | 17 dicembre 2006   | at New Orleans Saints   | V 16–10            | 5–9                | Louisiana Superdome     | 69,052             |                    |
| 16                | 24 dicembre 2006   | at St. Louis Rams       | S 31–37 (dts)      | 5–10               | Edward Jones Dome       | 62,324             |                    |
| 17                | 30 dicembre 2006   | New York Giants         | S 28–34            | 5–11               | FedExField              | 86,141             |                    |

## Classifiche
| NFC East                |    |    |   |      |     |      |     |     |     |
|                         | V  | S  | P | %    | DIV | CONF | PF  | PS  | STR |
| (3) Philadelphia Eagles | 10 | 6  | 0 | .625 | 5–1 | 9–3  | 398 | 328 | V5  |
| (5) Dallas Cowboys      | 9  | 7  | 0 | .563 | 2–4 | 6–6  | 425 | 350 | S2  |
| (6) New York Giants     | 8  | 8  | 0 | .500 | 4–2 | 7–5  | 355 | 362 | V1  |
| Washington Redskins     | 5  | 11 | 0 | .313 | 1–5 | 3–9  | 307 | 376 | S2  |